# Julian Thomas
Julian Thomas, geboren als Sjefke Backbier (Tilburg, 10 februari 1975), is een Nederlands singer-songwriter.

## Biografie
In plaats van een onbezorgde jeugd, kreeg de zanger al op vroege leeftijd te maken met grote problemen. Zo werd hij door zijn ouders uit huis geplaatst, onder gebracht bij een tante en zag ook diverse internaten van binnen. En dat allemaal omdat Thomas met één hand geboren is. De navelstreng was tijdens de zwangerschap met een van Thomas' armen vastgeraakt, en groeide om die reden niet verder. Zelf ziet de zanger zich niet als iemand met een handicap, hij ondervindt weinig beperkingen in het dagelijkse leven.
Al op jonge leeftijd kon Thomas zijn troost vinden in de muziek. Toen hij 8 jaar oud was, kwam hij in aanraking met de piano en kon daar al vrij snel een aardig deuntje op spelen. Na diverse talentenjachten, kreeg de zanger in 2002 de kans om met pianist Jan Vayne een theatertour te doen. Pluryn Werkenrode Groep, een stichting die mensen met een handicap tegemoetkomt als het gaat om wonen, werken, leren en vrije tijd, benaderde hem hiervoor. Tijdens het optreden liet Thomas al goede indrukken achter met zijn talenten. In 2003 mocht de zanger optreden als speciale gast tijdens de concerten van Volumia!. Ook zong Thomas regelmatig samen met zangeres Edsilia Rombley. In 2004 verscheen Thomas' eerste single 'My Friend', een ballad waarmee hij goede indrukken achterliet bij het publiek en dat de Top 40 haalde. Met dit nummer trad Thomas diverse keren op tijdens een aantal televisieprogramma's, waaronder de TROS TV-Show van Ivo Niehe, Barend en Van Dorp en Life and Cooking.
In de serie concerten die Marco Borsato in oktober en november 2006 in de Gelredome in Arnhem gaf, trad Thomas een aantal malen op.
In 2014 debuteerde Thomas als producer met een single: 'The Journey', dat hij samen met singer/songwriter Joey Kugelmann uitbracht. Het nummer verwoordt de zoektocht van een alcoholist naar bevrijding.

## Debuutalbum
Zijn platenlabel Sony BMG gaf hem alle tijd voor de ontwikkeling van zijn debuutplaat. Tenslotte had de zanger al ruim 12 jaar aan de liedjes gewerkt, en onzeker als hij is, duurden de opnames lang omdat hij niet snel tevreden was over de resultaten. Uiteindelijk werd de cd onder de titel Julian Thomas in oktober 2005 op de markt gebracht. Een eerste single verscheen in september genaamd 'Me' en werd een bescheiden hitje. Hierna volgde opnieuw enkele optredens tijdens televisieprogramma's en diverse radio-uitzendingen.
Het album heeft vijf weken in de Album Top 100 gestaan maar een echte doorbraak is er voor Thomas nog niet gekomen. Om zichzelf als artiest wat meer op de kaart te zetten vergezelde Thomas vanaf februari 2006 Trijntje Oosterhuis op haar tournee als support act. Rond die tijd verscheen de derde single van het album: 'Lucky Day'. Het nummer werd opnieuw een bescheiden hit. In de zomermaanden van dat jaar trad de zanger op, op diverse Nederlandse podia en festivals. Hierna verscheen de vierde single van het album, getiteld 'Floating'. Begin 2007 startte Thomas - in samenwerking met o.a. Mir (beter bekend als Mirjam Timmer van voormalig popduo Twarres) en Syb van der Ploeg (zanger van Friese band De Kast) een avondvullende popvoorstelling met de populairste Amerikaanse 'West Coast'-nummers aller tijden genaamd Motel Westcoast.

### 35 Some Months
Na de Motel Westcoast-voorstellingen begonnen de voorbereidingen rondom Thomas' tweede album. Zijn platencontract bij Sony BMG was inmiddels ontbonden. De zanger staat momenteel onder contract bij het label Brand New Live. Eind februari 2009 wordt het nieuwste album uitgebracht onder de titel '35 Some Months', waarmee Julian Thomas aan wilde geven dat deze plaat in een tijd van 35 maanden in elkaar is gezet, in tegenstelling tot zijn debuut dat 12 jaar nodig had om tot een release te komen. Volgens Thomas zijn de nummers op de nieuwste cd wat luchtiger en zijn de teksten minder diepgaand dan op zijn debuut, ditmaal gaat het meer om de gezelligheid. Naast promotie voor dit album zal de zanger ook aandacht besteden aan een tweede reeks Motel Westcoast-voorstellingen in de Nederlandse theaters.

## Discografie

### Albums
| Album met eventuele hitnotering(en) in de Nederlandse Album Top 100 | Datum van verschijnen | Datum van binnenkomst | Hoogste positie | Aantal weken | Opmerkingen |
| ------------------------------------------------------------------- | --------------------- | --------------------- | --------------- | ------------ | ----------- |
| Julian Thomas                                                       | 2005                  | 29-10-2005            | 44              | 9            |             |
| 35 Some months                                                      | 2009                  | 28-02-2009            | 92              | 1            |             |

### Singles
| Single met eventuele hitnotering(en) in de Nederlandse Top 40 | Datum van verschijnen | Datum van binnenkomst | Hoogste positie | Aantal weken | Opmerkingen              |
| ------------------------------------------------------------- | --------------------- | --------------------- | --------------- | ------------ | ------------------------ |
| My friend                                                     | 2004                  | 17-04-2004            | 40              | 2            | #31 in de Single Top 100 |
| Me                                                            | 2005                  | -                     |                 |              | #42 in de Single Top 100 |
| Lucky day                                                     | 2006                  | -                     |                 |              | #94 in de Single Top 100 |
| Floating                                                      | 2006                  | -                     |                 |              |                          |
| The sun is shining                                            | 2009                  | -                     |                 |              |                          |
| The Journey                                                   | 2014                  | -                     |                 |              |                          |